# ليو كارتر
ليو كارتر (بالإنجليزية: Leo Carter)‏ (10 ديسمبر 1994 في نيوزيلندا - ) هو لاعب كريكت نيوزلندي.

## وصلات خارجية
- ليو كارتر على موقع إي آس بي آن كريك إنفو (الإنجليزية)